# Борис, князь Тырновский
Борис, князь Тырновский (болг. Борис Търновски, также известен под испанским именем Борис де Сахония-Кобурго-Гота и Унгрия (исп. Boris de Sajonia-Coburgo-Gotha y Ungría); 12 октября 1997, Мадрид) — внук последнего царя Болгарии Симеона II. Наследник главенства в болгарской царской семье.

## Биография
Родился 12 октября 1997 года в Мадриде, в семье Кардама, князя Тырновского и его жены, испанской дворянки Мириам Унгрия и Лопес. У него есть младший брат Бельтран (р. 1999). Принадлежит к Саксен-Кобург-Готской династии и является праправнуком по прямой мужской линии основателя Третьего Болгарского царства Фердинанда I. Дед Бориса — Симеон II, был последним царём Болгарии. Формально взошёл на престол 28 августа 1943 года (в возрасте 6 лет) и царствовал до 15 сентября 1946 года, когда в результате референдума монархия в Болгарии была упразднена.
Получил образование в Lycée Français Molière, недалеко от Мадрида. Говорит на испанском, английском, французском и немного на болгарском языках. Увлекается скульптурой и игрой на гитаре.
После смерти своего отца 7 апреля 2015 года Борис стал первым в порядке наследования ныне не существующего Болгарского престола. В 2022 году Симеон II объявил принца хранителем Болгарской короны  корону Царя Калояна.

## Титулы
- 12 октября 1997 — 7 апреля 2015: Его Царское Высочество принц Борис Болгарский, герцог Саксонский
- с 7 апреля 2015: Его Царское Высочество Князь Тырновский